# Mirfeld
Mirfeld est un village de la commune belge d'Amblève (en allemand : Amel) située en Communauté germanophone et en Région wallonne dans la province de Liège.
Avant la fusion des communes de 1977, Mirfeld faisait partie de la commune d'Heppenbach.
Au 1er janvier 2016, le village comptait 301 habitants.

## Situation
Mirfeld est un village situé sur le plateau herbeux dominant la vallée de l'Amblève coulant plus au sud et un de ses affluents, le Möderscheiderbach, coulant à l'ouest. Le village est en fait le prolongement nord-est de la localité d'Amblève. Il est aussi voisin des localités de Valender et Heppenbach.

## Patrimoine
La chapelle Saint Quirin (Quirinuskapelle) bâtie  en moellons de grès se trouve à un carrefour au centre du village (altitude : 495 m) . Elle possède une seule nef de quatre travées, un chevet à cinq pans coupés et un clocheton carré. Elle est très ressemblante à la chapelle Saint Lambert bâtie à Valender.
Une dizaine de croix de pierre sont dressées dans le village.